# Analitzador de protocol
Un analitzador de protocols és una eina que serveix per desenvolupar i depurar protocols i aplicacions de xarxa. Permet a l'ordinador capturar diverses trames de xarxa per analitzar-les, ja sigui en temps real o després d'haver-les capturat. Per analitzar s'entén que el programa pot reconèixer que la trama capturada pertany a un protocol concret (TCP, ICMP...) i mostra a l'usuari la informació decodificada. D'aquesta forma, l'usuari pot veure tot allò que en un moment concret està circulant per la xarxa que s'està analitzant. Això últim és molt important per a un programador que estigui desenvolupant un protocol, o qualsevol programa que transmeti i rebi dades en una xarxa, ja que li permet comprovar el que realment fa el programa. A més de para els programadors, aquests analitzadors són molt útils a tots aquells que volen experimentar o comprovar com funcionen certs protocols de xarxa, si bé el seu estudi pot resultar poc amè, sobretot si es limita a l'estructura i funcionalitat de les unitats de dades que intercanvien. També, gràcies a aquests analitzadors, es pot veure la relació que hi ha entre diferents protocols, per així, comprendre millor el seu funcionament.
Els analitzadors de protocols s'usen en diverses arquitectures de xarxa, tals com a Xarxes LAN (10/100/1000 Ethernet; Token Ring; FDDI (Fibra òptica)), Xarxes Wireless LAN, Xarxes WAN, etc.

## Altres usos dels analitzadors de protocols
- Analitzar i suportar demandes de noves aplicacions (com VoIP)
- Obtenir major eficiència de la xarxa, en analitzar tot el que passa per ella, detectar problemes concrets.
- Analitzar xarxes remotes, sense necessitat de realitzar llargs viatges
- Analitzar i monitorear diverses xarxes alhora

Hi ha diversos tipus d'analitzadors de protocols disponibles comercialment, però en general, són productes bastant cars. El preu depèn de la capacitat d'anàlisi (el nombre de protocols que és capaç de reconèixer i decodificar), de la tecnologia de xarxa suportades (Ethernet, ATM, FDDI...), i de si es tracta d'algun programa (programari) o ja és algun tipus de màquina especialitzat (maquinari).

## Exemples d'analitzadors de protocols
- Appsniffing: analitzador de protocols amb una poderosa interface gràfica que li permet ràpidament diagnosticar problemes i anormalitats a la seva xarxa. Algunes característiques són que la captura pot ser efectuada tant en el disc o en la memòria, admet l'anàlisi de dades en temps real, els filtres es poden usar tant en temps real com després de la captura, el paquet es pot veure en temps real, es pot analitzar de forma remota en temps real, permet estadístiques globals, i finalment, permet una anàlisi TCP.
- Productes Observer (Expert Observer, Observer Suite, Observer Probes, etc.): serveixen per Ethernet, Sense fils 802.11b i 802.11a, Token Ring i FDDI. Observer mesura, captura i prediu tendències de les seves xarxes. Observer s'executa en l'ambient windows. Monitorea i serveix com a eina per resoldre problemes que es presenten a les xarxes.
- SuperAgent: SuperAgent és la solució número 1 per realitzar el monitoratge, establir les tendències i solucionar els problemes del rendiment d'aplicacions. Li permet veure amb precisió i detall els temps de resposta de l'usuari final per tota l'empresa i de totes les aplicacions de TCP, i sense la necessitat d'usar extrems ni sondes distribuïdes.
- ReporterAnalyzer: ReporterAnalyzer és un analitzador passiu del costat del servidor que rastreja i mesura ràpidament les interfícies de WAN.
- OptiView Console: La consola de funcionament centralitzat d'Optiview, amb funció d'accés remot, detecta ràpidament i supervisa contínuament els dispositius de xarxa, al mateix temps que documenta la seva connectivitat.
- OptiView Protocol Expert: Protocol Expert és una aplicació basada en Windows que ofereix anàlisi de protocols autònoms per a paquets capturats de Workgroup Analyzer, Link Analyzer i Integrated Network Analyzer d'Optiview.